# Ярыгина, Оксана Александровна
Окса́на Алекса́ндровна Яры́гина (род. 24 декабря 1972, Узбекистан) — узбекская и российская легкоатлетка, специалистка по метанию копья. Выступала за сборные Узбекистана и России по лёгкой атлетике в 1993—2004 годах, чемпионка Азиатских игр в Хиросиме, обладательница бронзовой медали Игр доброй воли в Санкт-Петербурге, участница летних Олимпийских игр в Афинах. Представляла Российскую армию. Мастер спорта России международного класса.

## Биография
Оксана Ярыгина родилась 24 декабря 1972 года в Узбекской ССР.
Начала заниматься лёгкой атлетикой под руководством тренера М. М. Жукова, позже была подопечной И. В. Громова. Окончила Узбекский государственный институт физической культуры.
Первого серьёзного успеха на взрослом международном уровне добилась в сезоне 1993 года, когда вошла в основной состав узбекской национальной сборной и побывала на чемпионате Азии в Маниле, откуда привезла награду серебряного достоинства, выигранную в метании копья.
В 1994 году одержала победу на Азиатских играх в Хиросиме и стала бронзовой призёркой на Играх доброй воли в Санкт-Петербурге.
Начиная с 1995 года проживала в России, представляла Самарскую область и Ставропольский край. Так, в этом сезоне выиграла бронзовую медаль на чемпионате России в Москве.
В 1996 году на чемпионате России в Санкт-Петербурге вновь взяла бронзу.
В 1999 году на соревнованиях в Краснодаре установила свой личный рекорд в метании копья — 64,34 метра.
На чемпионате России 2001 года в Туле добавила в послужной список ещё одну награду бронзового достоинства.
В 2002 году была третьей на зимнем чемпионате России по длинным метаниям в Адлере и второй на летнем чемпионате России в Чебоксарах.
В 2003 году выиграла бронзовую медаль на зимнем чемпионате России по длинным метаниям в Адлере.
На чемпионате России 2004 года в Туле стала третьей. По итогам чемпионата удостоилась права защищать честь страны на летних Олимпийских играх в Афинах — показала здесь результат 57,57 метра, не сумев преодолеть предварительный квалификационный этап.
В 2005—2007 годах была дисквалифицирована за допинг — её проба показала наличие анаболического стероида метандиенона.